# Úmluva o pracovním prostředí (znečištění ovzduší, hluk a vibrace, 1977)
Úmluva o pracovním prostředí (znečištění ovzduší, hluk a vibrace) z roku 1977 je úmluvou Mezinárodní organizace práce.

Stanovená byla v roce 1977 a v preambuli bylo uvedeno:
Po rozhodnutí o přijetí určitých návrhů s ohledem na pracovní prostředí: znečištění ovzduší, hluk a vibrace,...

## Ratifikace
K roku 2023 úmluvu ratifikovalo 48 států.
| Stát                | Datum              | Status                             |
| ------------------- | ------------------ | ---------------------------------- |
| Ázerbájdžán         | 19. května 1992    | V platnosti                        |
| Belgie              | 1. června 1994     | V platnosti                        |
| Bosna a Hercegovina | 2. června 1993     | V platnosti                        |
| Brazílie            | 14. ledna 1982     | V platnosti                        |
| Černá Hora          | 3. června 2006     | V platnosti                        |
| Česko               | 1. ledna 1993      | V platnosti                        |
| Dánsko              | 8. ledna 1988      | V platnosti                        |
| Ekvádor             | 11. července 1978  | V platnosti                        |
| Egypt               | 4. května 1988     | V platnosti                        |
| Finsko              | 8. června 1979     | V platnosti                        |
| Francie             | 30. července 1985  | V platnosti                        |
| Ghana               | 27. května 1986    | V platnosti                        |
| Guatemala           | 22. února 1996     | V platnosti                        |
| Guinea              | 8. června 1982     | V platnosti                        |
| Chorvatsko          | 8. října 1991      | V platnosti                        |
| Irák                | 17. dubna 1985     | V platnosti                        |
| Itálie              | 28. února 1985     | V platnosti                        |
| Kazachstán          | 30. července 1996  | V platnosti                        |
| Kostarika           | 16. června 1981    | V platnosti                        |
| Kuba                | 29. prosince 1980  | V platnosti                        |
| Kyrgyzstán          | 31. března 1992    | V platnosti                        |
| Libanon             | 4. dubna 2005      | V platnosti                        |
| Lotyšsko            | 8. března 1993     | V platnosti                        |
| Lucembursko         | 8. dubna 2008      | V platnosti                        |
| Maďarsko            | 4. ledna 1994      | V platnosti                        |
| Malta               | 9. června 1988     | V platnosti                        |
| Německo             | 18. listopadu 1993 | V platnosti                        |
| Nizozemsko          | 8. června 2017     | V platnosti                        |
| Niger               | 28. ledna 1993     | V platnosti                        |
| Norsko              | 13. března 1979    | V platnosti                        |
| Polsko              | 2. prosince 2004   | V platnosti                        |
| Portugalsko         | 9. ledna 1981      | V platnosti                        |
| Rusko               | 3. června 1988     | V platnosti                        |
| Salvador            | 7. června 2022     | V platnosti                        |
| San Marino          | 19. dubna 1988     | V platnosti                        |
| Severní Makedonie   | 17. listopadu 1991 | V platnosti                        |
| Seychelly           | 23. listopadu 1999 | V platnosti                        |
| Slovensko           | 1. ledna 1993      | V platnosti                        |
| Slovinsko           | 29. května 1992    | V platnosti                        |
| Spojené království  | 8. března 1979     | V platnosti                        |
| Srbsko              | 24. listopadu 2000 | V platnosti                        |
| Španělsko           | 17. prosince 1980  | V platnosti                        |
| Švédsko             | 10. července 1978  | V platnosti                        |
| Tanzanie            | 30. května 1983    | V platnosti                        |
| Tádžikistán         | 26. listopadu 1993 | V platnosti                        |
| Uruguay             | 5. září 1988       | V platnosti                        |
| Uzbekistán          | 12. června 2023    | Vstoupí v platnost 12. června 2024 |
| Zambie              | 19. srpna 1980     | V platnosti                        |